# تنبو غربي
تنبو غربي هي قرية إيرانية صغيرة في بلدة كوشكنار في مقاطعة بارسيان في محافظة هرمزغان في جنوب إيران. وتقع القرية على بعد نحو 3 كم عن تنبو شرقي.